# Центральная городская детская библиотека имени А. П. Гайдара (Железногорск)
Центральная городская детская библиотека им. А. П. Гайдара — библиотека, находящаяся в городе Железногорск, Красноярский край, Россия.

## История
История детской библиотеки в Железногорск (тогда Красноярске-26) начинается с 1 сентября 1956 года. В то время на занимала небольшую комнату в здании школы № 179 по адресу ул. Свердлова, 63. Штат библиотеки состоял из трех человек: заведующей Жумановой Валентины Григорьевны и двух библиотекарей, Цветковой Зои Александровны и Адарченко Евдокии Ивановны.
Начальный книжный фонд библиотеки насчитывал 7000 экземпляров. В 1964 году детской библиотеке был отведен первый этаж в новом здании городской массовой библиотеки по адресу ул. Крупской, 8. Увеличился штат библиотеки, он составлял к тому времени 5 человек. В 1973 году был открыт свободный доступ к фондам абонемента детской библиотеки, и, как следствие, появились новые формы работы: обзоры литературы, беседы, устные журналы, диспуты.
31 мая 1978 года городская детская библиотека получила статус центральной библиотеки. А с 1981 года по решению городского совета народных депутатов ЦГДБ является методическим центром для библиотек города, работающих с детьми (школьных библиотек и библиотек дошкольных учреждений).
В сентябре 1985 года на проспекте Курчатова, 11 специально для детской библиотеки было построено отдельное здание. Узнаваемость ему придает декоративное оформление, выполненное известным художником города Валерием Григорьевым: эмблема, наружные светильники. Общая площадь библиотеки 2441,7 м.кв. В 1987 году здание библиотеки было отмечено дипломом Госстроя РСФСР 3-й степени. С этого же года библиотека стала носить имя Аркадия Петровича Гайдара. Был организован гайдаровский зал, где хранились книги писателя, биографические материалы о нём. Переписка с родственниками и сотрудниками библиотек других городов, где организованы музеи А. П. Гайдара.
В разные годы в библиотеке вели работу клубы по интересам. В 1982-83 годах работал клуб любителей сказок «Теремок». Несколько лет с 1986 года работал клуб увлеченных фантастикой «Сфинксы и звездолеты». В этот же период вел работу клуб «Юные краеведы». Позднее работали клубы для подростков: «Красота и здоровье», «Вдохновение», семейные клубы: «Сказки из бумаги», «К книге и чтению — через досуг и общение», «Веселые субботы». Интересно проходили заседания литературной гостиной «СтихиЯ». Сегодня в библиотеке работают семейные клубы «Радостные чтения» и «Заботливые родители».
В год сорокалетия города, в 1994 году, открылся новый, редкий для библиотек того времени, отдел — игротека.
В декабре 1996 года согласно постановлению Администрации города в состав Центральной городской детской библиотеки им. А. П. Гайдара вошла библиотека НПО ПМ. Таким образом, появился филиал детской библиотеки № 1. Сегодня филиал имеет статус библиотеки семейного чтения, и находится по адресу ул. Свердлова, 51 а.
В 1999 году открылся городской Центр досуга, куда переехал филиал № 2. Филиал № 2 расположен по адресу пр. Ленинградский, 37. Направление работы филиала — эстетическое воспитание.
С 1994 года библиотека совместно с Советом Ветеранов войны и труда ежегодно проводит мероприятия в рамках городской акции «Живой костер славы», направленные на патриотическое воспитание школьников: уроки памяти «Из истории нашей Родины», «Дедушкины медали», литературные викторины по произведениям Валентина Катаева, конкурс «Пионеры-герои», встречи с участниками и ветеранами.
В 2011 году у библиотеки появился свой сайт.
С ноября 2014 года детская библиотека вошла в состав центральной библиотечной системы г. Железногорска, и теперь именуется Библиотекой № 1.

### Директора
- 1956—1959 Жуманова Валентина Григорьевна
- 1959—1973 Извекова Анна Михайловна
- 1973—1986 Христич Нина Георгиевна
- 1986—1993 Дрянных Людмила Константиновна
- 1993 −2011 Филкова Тамара Павловна
- С 2011 года — Столетова Юлия Олеговна

## Базы данных
«Библиограф», «Читатели», «Гарант». «Периодические издания»

## Мероприятия
Игровые программы, видеобеседы, иллюстративные беседы, заочные экскурсии, экологические часы, викторины, обзоры новинок, презентации книг. Мастер-классы, творческие часы, участие в городских и всероссийских конкурсах, участие во всероссийских акциях